# 郑州商城遗址
郑州商城遗址位于中华人民共和国河南省郑州市，是商代都城的遗址，年代距今3500年左右。1950年发现，1955年发现了内城的城墙，1961年国务院列为中国全国重点文物保护单位。
郑州商城平面为长方形，城墙周长6960米，有11个缺口，其中有的可能是城门，城内东北部有宫殿区，发现宫殿基址多处，中心有用石板砌筑的人工蓄水设施。城中还有小型房址和水井遗址。城外有居民区、墓地、铸铜遗址及制陶制骨作坊址等。小型墓的随葬品以陶器为主；中型墓多随葬青铜礼器、玉石器及象牙器，一座墓中有殉人。在南城外侧还发现一段外郭城墙。此外，发现两处铜器窖藏，内有杜岭方鼎及圆鼎、提梁卣、牛首尊等，被认为是商王宣的礼器。遗址中还出土原始瓷器和刻辞卜骨等。
有专家认为该城是商代中期仲丁所迁之隞都；也有认为是商汤的都城亳都。2004年11月5日，支持亳都说的学者在中国古都协会的组织下，把郑州推举为八大古都之一，但仍有持不同意见的国内外学者对此进行质疑。
2021年7.20郑州暴雨导致部分夯土墙坍塌。但後來判明城牆損毀部分係後期保護性覆土，原城牆遺址並未受損。

## 发现与布局

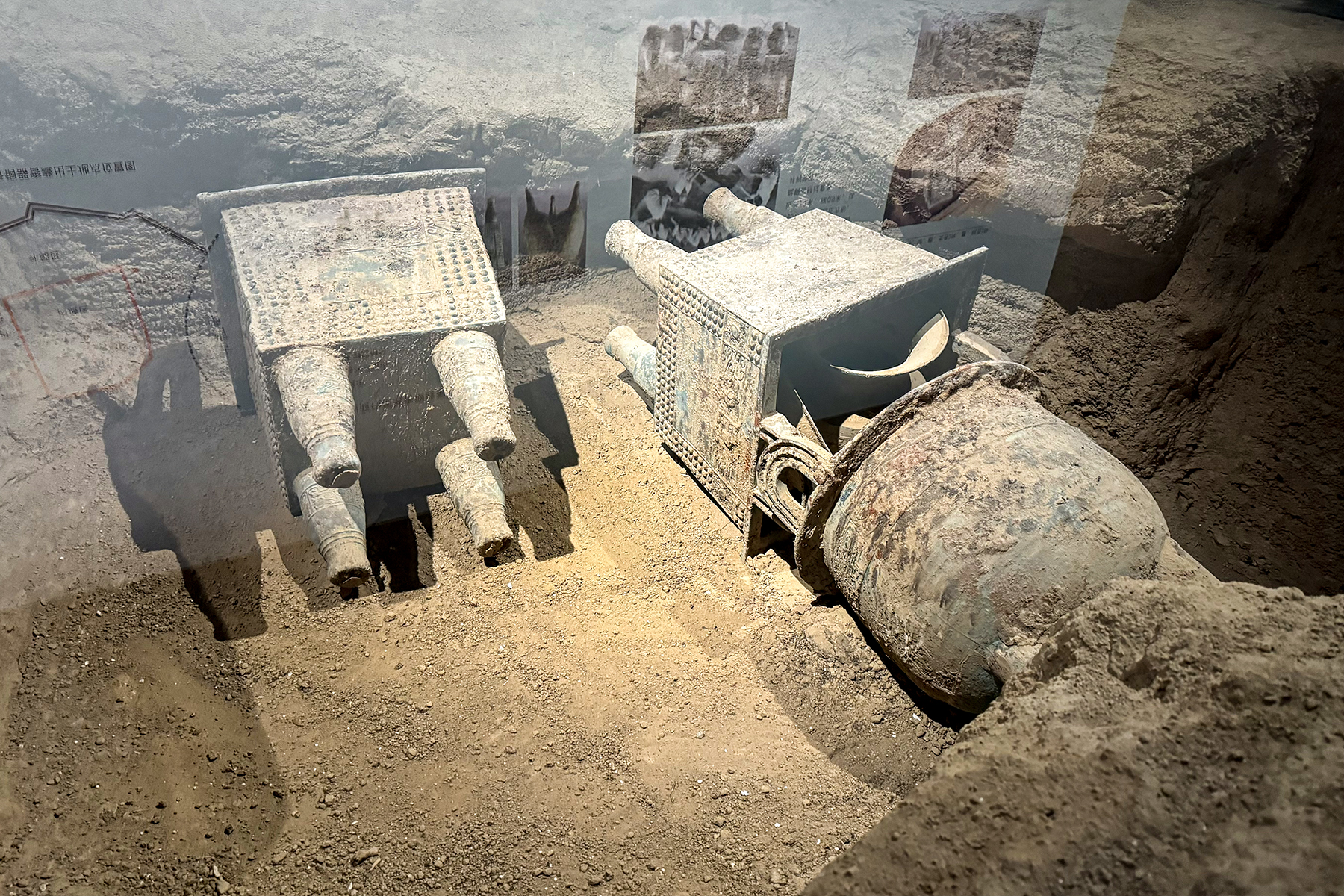
1974年郑州市张寨南街出土兽面乳钉纹方鼎的现场模型

1950年，韩维周在郑州近郊的二里岗发现了一处遗址。经过一番调查确定为商代遗址后，1952年10-11月，郭宝钧带领文化部社会文化事业管理局、中科院考古所与北大举办的考古培训班，开始了二里岗的第一次正式发掘。随后的两年里，又经过数次发掘后，揭露出了大量商代遗存，还发现了一处战国墓地以及一段夯土墙（后证明为外郭墙）。河南省文化局文物工作队出版了《郑州二里岗》一书，整理发表了这两年的发现。
1955年，发现了内城的城墙；1966-71年间，考古工作因文化大革命而被迫停工；73年发现了宫殿区；74年发现了著名的兽面乳钉纹方鼎。河南省文物考古所将1953-85年的发掘工作进行整理，在2001年出版了《郑州商城——1953-1985年考古发掘报告》一书。
郑州商城的内城平面近长方形，城垣周长约6960米，其中东城墙与南城墙越1700米，西城墙长约1870米，北城墙长约1690米。在城墙四周共发现大小不等的缺口11处，有的可能是城门。城墙的建筑结构，横剖面呈梯形，墙体有“筑城墙”和“护城坡”之分。城墙采用版筑法建筑，建筑之前挖有基槽，墙基宽约20米左右。城墙的夯层非常清晰，厚薄不等。最厚的夯层有20厘米，最薄的为3厘米，一般为8~10厘米，夯筑的非常结实。1992年以来在郑州商城的南城墙与西城墙外又发现了三段夯土墙基，这三段墙基的夯土结构与郑州商城的城墙基本相同，据推测可能是郑州商城的外城墙。
内城东北部发现有大面积的夯土基址，总面积近40万平方米，是商城的宫殿区。基址上发现夯土台基数十处，面积大的有2000多平方米，小的有100多平方米。在夯土台基上揭露出房基残迹，其中有三座大型房基，应为宫殿建筑基址。其中编号为C8G15的宫殿基东西长超过65米，南北宽13.6米。在夯土基址上清理出两排柱础槽，北排27个，南排残留东边的10个。柱槽底部一般放有1块或2块柱础石，有的柱槽保存有圆木柱痕迹。据推测，这座宫殿基址可能是九重檐顶和有回廊的大殿。在宫殿区内还发现铜簪、玉簪及一些残玉器，这些遗物当是贵族的生活用品。在宫殿区的东北部还发现一个蓄水池，长100米，宽20米。池底用料礓石铺垫，并铺有较规整的青灰色石板。池壁亦铺有料礓石，并用石块加固。其性质估计是宫殿区的用水设施。
郑州商城的城垣之外分布着同时期的许多居住遗址，各种手工业遗址及中小型墓地。城北的紫荆山以北有铸铜和制骨作坊遗址各一处，城西的铭功路一带有制陶作坊遗址，城南的南关外附近也有一处铸铜作坊遗址。

## 年代与性质
从郑州商城的遗址和地层关系及出土遗物看，其年代应始建于二里岗下层偏早阶段，并延续使用到二里岗上层时期。东城墙夯土内木炭的放射性碳元素断代并经校正的年代为距今3570±135年，据此可知其上限约当公元前1620年前后。此外还有学者通过对城墙的地层和出土的陶器进行比较具体的分析后，认为郑州商城的始建年代应属于南关外期，早于二里岗下层期。
对于郑州商城的性质，目前学术界主要有两种看法：一种意见认为，它是商代仲丁的隞都。理由有两点：一是根据文献上有关隞都地望的记载，认为郑州商城的位置与隞都地望相近；二是通过对郑州发现的商文化年代进行分析，认为二里岗期文化属商代早期，同时将商代历史划分为早中晚三期，因而认为郑州商城可能是商代中期仲丁所迁的隞都。另一种观点认为，郑州商城不是隞都，而是商代初期成汤所都的亳都。理由主要有四点：一是古代文献中有东周时期郑地之亳的记载。二是郑州商城出土的陶文证明东周时期郑州商城名亳、亳都或亳丘；三是汤所都亳的邻国及其地望与郑州商城相合；四是郑州商文化遗址发现的情况与成汤居郑地之亳相合。

## 博物院

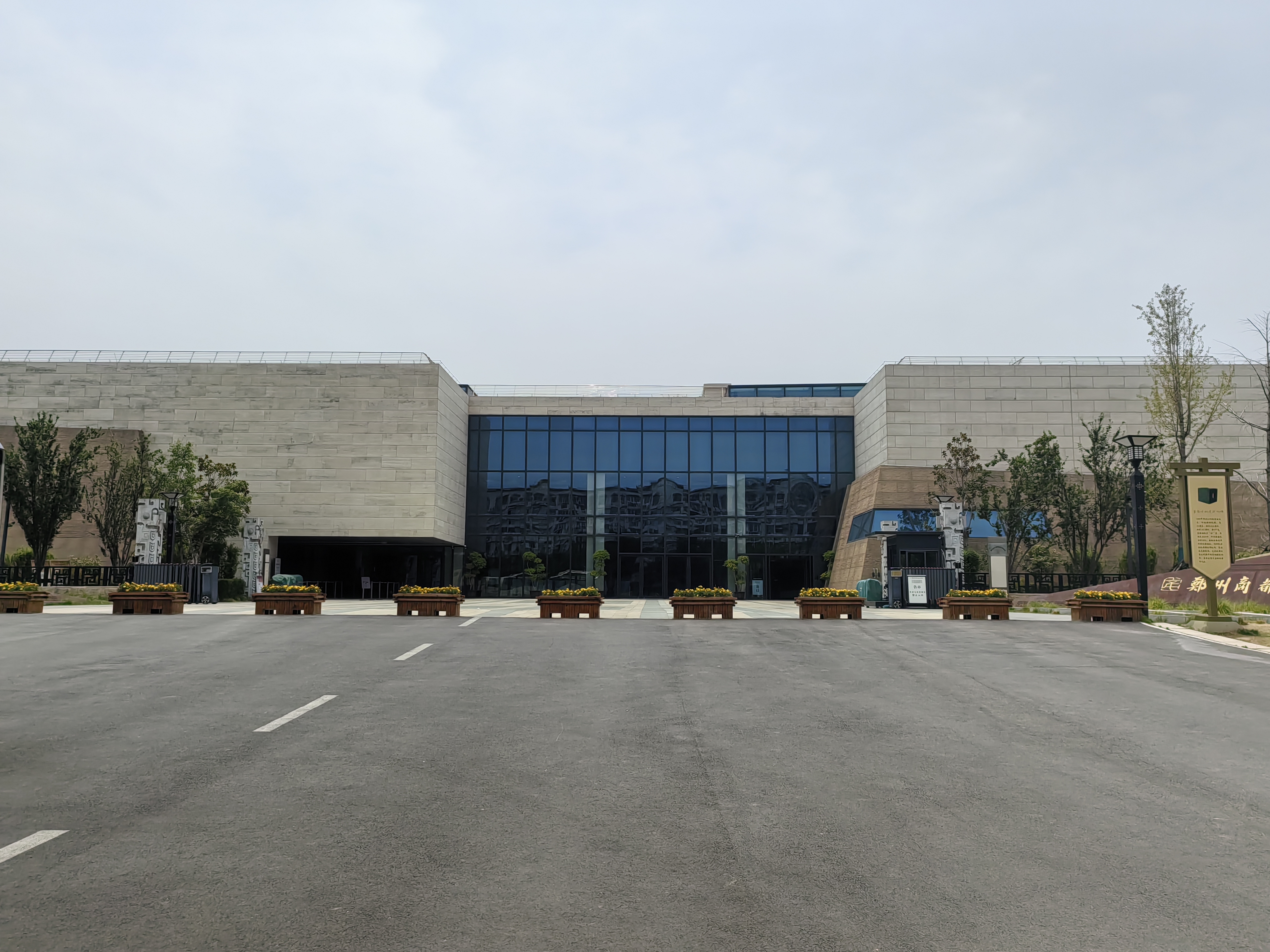
郑州商都遗址博物院

商城遗址内于2016年10月开工建设郑州商都遗址博物院、郑州市文物考古研究院，总建设用地面积59.18亩，总投资53059万元，全部由郑州市财政投资建设。2021年12月19日试开馆运行，並於2022年7月26日正式開放。因为此遗址，郑州于2004年11月成为中国古都学会的第八个会员。

## 郑州商城东城垣遗址博物馆
2020年，管城回族区在实施东城垣环境整治工程时发现东城垣断面。2023年4月28日，郑州商城东城垣遗址博物馆开馆试运行，展示东城垣墙体及断面。

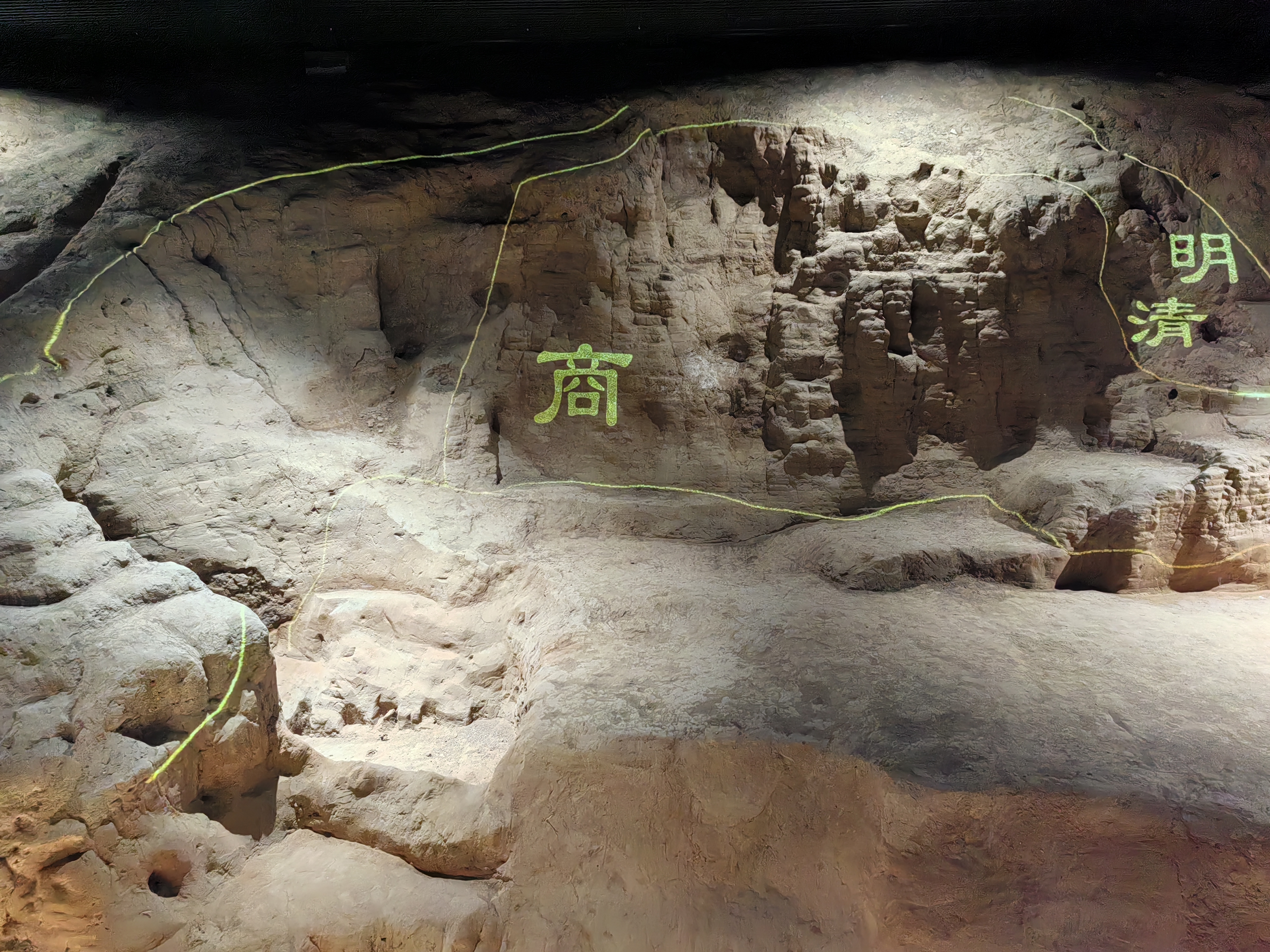
东城垣遗址各時代地層
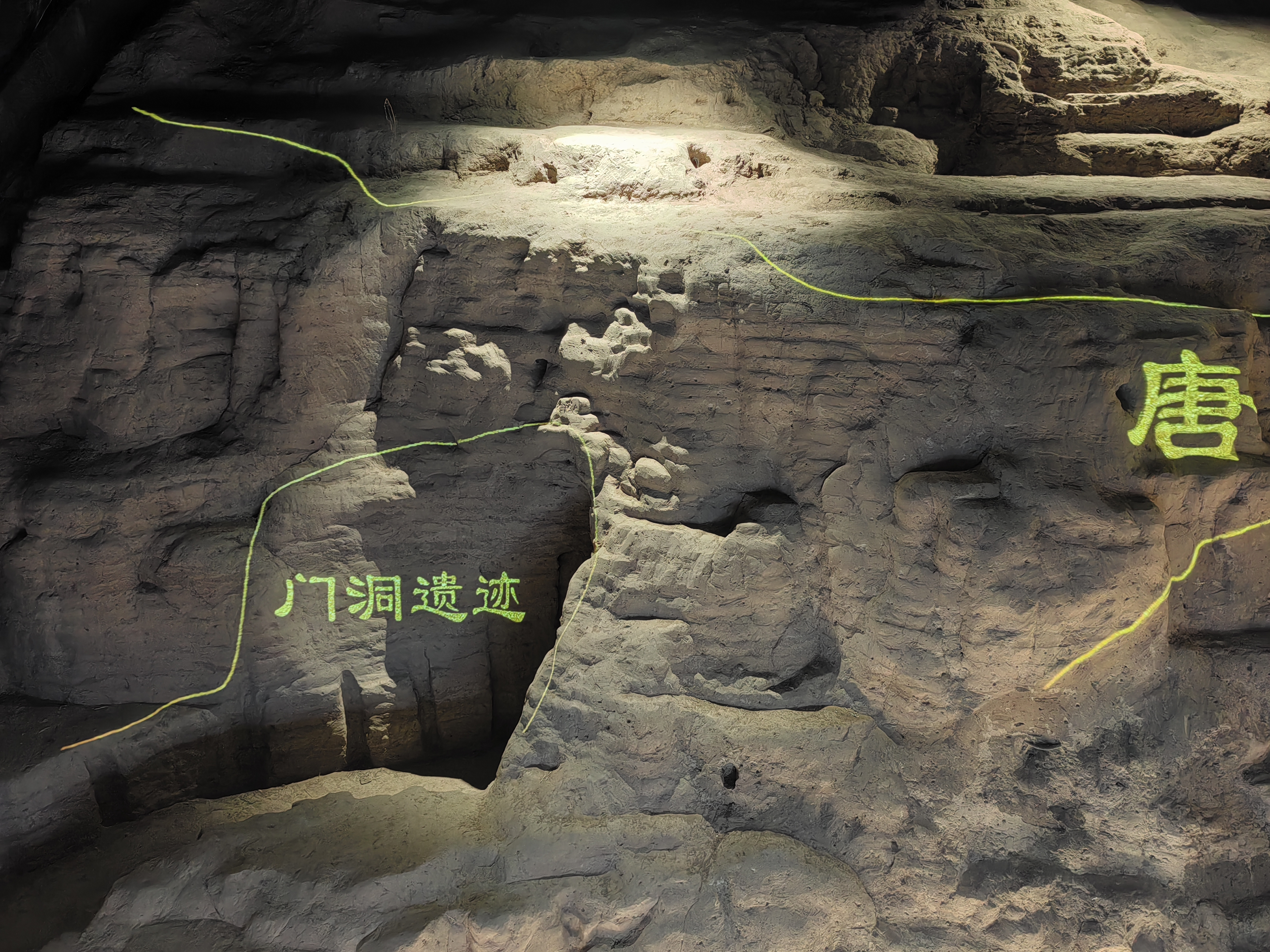
門洞遺蹟